# Philodromus calidus
Philodromus calidus är en spindelart som beskrevs av Lucas 1846. Philodromus calidus ingår i släktet Philodromus och familjen snabblöparspindlar. Inga underarter finns listade i Catalogue of Life.